# Luke Cook
Luke Cook é um ator australiano nascido em Sydney em 19 de dezembro de 1986.

## Biografia
Nascido em Sydney, Austrália, Luke Cook ganhou atenção pelo seu papel de Lúcifer Estrela da Manhã/ Senhor das Trevas na série da Netflix  "O Mundo Sombrio de Sabrina". O ator participou das temporadas 2, 3 e 4 da série. Cook também faz parte da série Katy Keene, em que apareceu pela primeira vez no quarto episódio da primeira temporada.
No cinema, encarnou Zylak's Frenemy em "Guardiões da Galáxia - Vol. 2". O ator ainda interpreta Dorian Gray na série norte-americana "The Librarians". Também apareceu na televisão como Cliff em Família Moderna e Luke em "Zach & Dennis: How It All Began".
O ator também atuou em diversos curtas metragens de diferentes gêneros.Além de atuação como ator, Cook também empresta sua voz em dublagens de desenhos e jogos como no jogo Star Wars Jedi: Fallen Order e "Daemon 9".
Em 2019, na véspera de Natal, ficou noivo de Kara Wilson, com quem já mantinha um relacionamento há alguns anos. Seis meses depois o ator divulgou em seu Instagram que sua noiva está grávida de seu primeiro filho.  O primeiro herdeiro do ator, Chaplin Benjamin Cook, nasceu no dia 11 de novembro de 2020.

## Filmografia

### Cinema

#### Longas Metragens[6]
- 2017 : Guardiões da Galáxia - Vol. 2 : personagem: Zylak
- 2015 : Always Worthy : personagem: Jake Slade[12]
- 2004 : The Graffiti Artist : personagem: Garoto do skate
- 2020: How Do You Know Chris?: personagem: Chris[13]
- 2021: Eye Without a Face: personagem: Eric[6]

#### Curtas Metragens[6]
- 2018 : Trust Me: A Witness Account of The Goatman : Personagem: Jim
- 2018 : Amigos : Personagem: Jeremy
- 2017 : How It All Began : Personagem: Luke
- 2016 : Brojob : Personagem: Marty
- 2016 : Escape : Personagem: Rains
- 2016 : Gone : Personagem: Namorado[8]
- 2016 : Heirloom : Personagem: Paul
- 2016 : When Kids Grow Up : Personagem: Clint[8]
- 2016 : Slant : Personagem: Suitor
- 2016 : Good Morning : Personagem: Al[8]
- 2016 : An Arbitration : Personagem: Donald Slayer
- 2015 : Once More, with Feeling : Personagem: Will
- 2015 : Wooden Dolls : Personagem: Eddie[8]
- 2015 : Why It Would Suck to Date an Avenger : Personagem: Namorado
- 2014 : Lady Lonely : Personagem: Stranger
- 2014 : Alien's Sister : Personagem: Martin
- 2014 : First Kiss : Personagem: Kisser
- 2013 : Highway 15 : Personagem: Partygoer
- 2013 : Love and Laundry : Personagem: Lachlan[8]
- 2013 : Teen Force Ninjas : Personagem: Red Ninja
- 2013 : Where Ya At : Personagem: Jake[8]
- 2013 : Glove : Personagem: Tom Sutherton
- 2013 : Move-In Special : Personagem: Tim
- 2009 : Audition : Personagem: Julian Kindred
- 2007 : 20-20 Hindsight : Personagem: Kurt

### Televisão

#### Telefilmes[6]
- 2016 : Dope Boys : DJ Schwag

- 2015 : Ur in Analysis : Rick

#### Séries Televisivas[6]
- 2022 : Dollface: Fender[14]
- 2021 : S.W.A.T: AJ
- 2021 : Dynasty (4º Temporada) : Oliver[15]
- 2020 : O Mundo Sombrio de Sabrina (parte 4)  : Satã / Lúcifer Morningstar
- 2020 : Katy Keene : Guy LaMontagne[4]
- 2020 : O Mundo Sombrio de Sabrina (parte 3) : Satã / Lúcifer Morningstar

- 2019 : O Mundo Sombrio de Sabrina (parte 2) : Satã / Lúcifer Morningstar

- 2019 : Zach & Dennis: How It All Began : Luke

- 2018 : Zach & Dennis: How It All Began : Luke

- 2018 : Murder : Guard Leon

- 2017 : Zach & Dennis: How It All Began : Luke

- 2016 : Zach & Dennis: How It All Began : Luke

- 2016 : The Candidate : Trump

- 2016 : Major Crimes : Joey Bowie

- 2016 : Intricate Vengeance : Oliver Sten[8]

- 2016 : Modern Family : Cliff

- 2015 : The Librarians : Dorian Gray

- 2015 : Rules of Engagement : Harris

- 2015 : Faking It : Daniel

- 2015 : Baby Daddy : Ian

- 2014 : Mystery Girls : Seth

- 2014 : Seeing Past It : Danny

- 2013 : Soccer Moms : Chadwick

- 2010 : Cops LAC : Brandon

### Dublagens[6]
- 2019 : Star Wars Jedi: Fallen Order : Sorc Tormo

- 2018 : Daemon 9 : Présentateur #1